# Duschtåg

Duschrum i ett Schweiziskt duschtåg.

Duschtåg (engelska: Shower trains), var speciella tåg eller tågvagnar som användes inom Europa för att erbjuda dusch- och badrum till trupper stationerade vid frontlinjen under första världskriget 1914-1918.

## Användning

### I Schweiz

Schweiziska försvarsmaktens duschtåg vid en järnvägsstation.

Duschtåg användes primärt i Schweiz under första världskriget, där de var kända som Armeebadezug. Varje tåg bestod av rullande materiel från privatägda järnvägsföretag: ett lokomotiv, en tankvagn och ombyggda passagerarvagnar, där varje vagn hade ett duschrum och ett omklädningsrum. Duschvattnet togs från tankvagnen och hettades upp av lokomotivet.
Duschtåg hjälpte tusentals soldater i Schweiz försvarsmakt att försvara landets gränser.

### I Kejsardömet Ryssland
Liknande tåg användes i Kejsardömet Ryssland under första världskrigets början,1914.